# Walter Stuempfig
Walter Stuempfig (Germantown (Filadelfia), 26 gennaio 1914 – Ocean City (New Jersey), 29 novembre 1970) è stato un pittore statunitense.
Fu un artista molto prolifico (si conoscono oltre 1500 sue opere) e di successo (suoi dipinti sono conservati anche nel Whitney Museum e nel Museum of Modern Art di New York). Dipinse paesaggi, soggetti architettonici, nature morte e nudi maschili in stile realista, venato di profondo romanticismo.

## Biografia
Nato da una famiglia benestante, frequentò la Germantown Academy e quindi studiò alla Facoltà di architettura dell'Università della Pennsylvania. Nell'ottobre 1931 si trasferì alla Pennsylvania Academy of the Fine Arts dove seguì le lezioni di Henry McCarter, Daniel Garber e Francis Speight. Quattro anni dopo, sposò la scultrice Lila Hill, sua compagna di studi.
Compì frequenti viaggi in Europa e venne profondamente influenzato dai Maestri del Vecchio Continente, soprattutto Poussin, Corot e Caravaggio.
Dal 1948 fino alla precoce morte, avvenuta nel 1970 quando l'artista aveva solo 56 anni, insegnò disegno alla Pennsylvania Academy of the Fine Arts di Filadelfia.

## Opere
(Elenco parziale)
- Cape May (1943), MoMa, New York
- The swimmer (1950), Detroit Institute of Arts, Detroit